# Spongebob v kalhotách: Film
Spongebob v kalhotách: Film (v anglickém originále The SpongeBob SquarePants Movie) je americký animovaný film z roku 2004. Režisérem filmu je Stephen Hillenburg. Hlavní role ve filmu ztvárnili Tom Kenny, Clancy Brown, Rodger Bumpass, Bill Fagerbakke a Mr. Lawrence.

## Děj
Děj filmu je zařazen do období mezi 3 a 4 řadou seriálu Spongebob v kalhotách.
SpongeBob si je jistý že získá místo manažera v Křupavém Krabovi. Vyhrál již 24krát cenu zaměstnanec měsíce a tak si myslí, že místo získá. Patrikovi řekne, že večer bude oslava v restauraci u Blbého Buráka.
Mezitím si Plankton stěžuje své počítačové ženě, že všechny jeho plány zklamaly. Karen ho upozorní na jeden zastaralý plán "Z", který Plankton nerealizoval. Plankton je radostí bez sebe a jde ven, kde ho ovšem nechtěně zašlápne Spongebob. Spongebob začne vykládat Planktonovi o tom, že dnes bude povýšen na místo manažera. Planktona to vůbec nezajímá a tak se vrací do Kamarádského kyblíku. Na slavnostním vyhlášení nového manažera dostane místo Sepiák a ne Spongebob. Spongebob je hrozně smutný, i když mu pan Krabs vysvětluje, že ho potřebuje jako kuchaře.
V restauraci "U Blbého Buráka" Spongeboba rozveselí trojitá Buráková zmrzlina, které se s Patrikem přejedí a usnou.
Ráno do Křupavého Kraba přijede král Neptun, který obviní Krabse z krádeže koruny. V paláci totiž našel nápis na kterém bylo napsáno že korunu ukradl pan Krabs a jeho podpis. Neptun Krabse zmrazí a dá Spongebobovi nabídku, že pokud korunu s Patrikem přinese do 6 dnů, pana Krabse rozmrazí. Spongebob souhlasí. Vyráží tedy Krabkárou s Patrikem pro korunu. Mezitím Plankton ukradne recept z Křupavého Kraba, kde je pouze zmražený Krabs a začne prodávat Krabí Hambáče.
Spongebob s Patrikem jsou po spoustě útrapách chyceni potápěčem a odvezeni do prodejny se suvenýry do akvária. Tam vidí i Neptunovu korunu. Podaří se jim utéct a korunu vzít. Od břehu je odveze David Hasselhoff .A na dno pak doplavou. Korunu přivezou a Neptunovi řeknou že korunu ukradl Plankton. Král má však na hlavě čepici z Kamarádského kyblíku a pomocí té čepice ho Plankton začne ovládat. Nakonec se vše vyřeší, Krabs je rozmražen a Planktona odvážejí do vězení.

## Obsazení
| Tom Kenny          | Spongebob/vypravěč/Gary                               |
| Clancy Brown       | pan Krabs                                             |
| Rodger Bumpass     | Sépiák/ryba                                           |
| Bill Fagerbakke    | Patrik Hvězdice/ryba/zákazník/místní ryba             |
| Mr. Lawrence       | Plankton/ryba/Lloyd/atendant                          |
| Jill Talley        | Karen                                                 |
| Carolyn Lawrence   | Sandy Veverka                                         |
| Mary Jo Catlett    | paní Rybová                                           |
| Jeffrey Tambor     | král Neptun                                           |
| Scarlett Johansson | princezna Mindy                                       |
| Alec Baldwin       | Dennis/hodiny                                         |
| David Hasselhoff   | sám sebe                                              |
| Dee Bradley Baker  | Okoun Perkins/Phil/Blbý Burák/číšník v Blbém Burákovi |
| Carlos Alazraqui   | Okoun Perkins/Blbý Burák                              |

## Dabing
| Jan Maxián                     | SpongeBob                    |
| Tomáš Racek                    | Patrik                       |
| Ivo Novák                      | Sépiák                       |
| Antonín Navrátil               | Plankton                     |
| Jaroslava Brousková            | Karen/stařenka               |
| Petr Oliva                     | král Neptun                  |
| Jolana Smyčková                | princezna Mindy              |
| Bedřich Šetena                 | pan Krabs                    |
| Lumír Olšovský                 | David Hasselhoff/vypravěč    |
| Ludvík Král                    | Dennis/hodiny                |
| Jan Vondráček                  | Blbý Burák/Okoun Perkins     |
| Ladislav Cigánek               | kapitán/gangster v baru/Phil |
| Pavel Vondrák                  | Gary/číšník v Blbém Burákovi |
| Michal Michálek a Marek Libert | číšník v Blbém Burákovi      |